# 브레이크 (음악)
대중음악에서 브레이크(break)는 정지 시간에서 파생되거나 이와 관련된 노래 중 악기 또는 타악기 섹션으로, 노래나 작품의 주요 부분에서 "브레이크"가 된다. 휴식 시간은 일반적으로 노래의 섹션 사이에 삽입되어 기대감을 제공하거나 새 섹션의 시작을 알리거나 편곡의 다양성을 만든다.

## 재즈
- 재즈의 솔로 브레이크는 리듬 섹션(피아노, 베이스, 드럼)이 솔로이스트 뒤에서 짧은 기간 동안 연주를 멈출 때 발생한다.

## 같이 보기
- 브레이크비트
- 브레이크다운 (음악)
- 드럼 비트
- 브레이크댄스
- 브리지 (음악)